# Aeroklub Radomski
Aeroklub Radomski – polskie stowarzyszenie, organizacja pożytku publicznego działająca od 1946 r.

## Historia
Aeroklub oficjalnie powstał w 1946 r., ale działalność lotnicza w Radomiu została zapoczątkowana w okresie przed II wojną światową. Po zakończeniu działań wojennych przystąpiono do porządkowania terenu lotniska Radom-Piastów i 10 kwietnia 1946 r. oficjalnie powołano do istnienia Aeroklub Radomski. Jego pierwszym prezesem został Aleksander Kwiatkowski. W 1951 r. zawieszono działalność organizacji, jej wznowienie nastąpiło w 1956 r. W 1975 r. przy Aeroklubie powołano Centralny Ośrodek Akrobacji Samolotowej (COAS), w tym samym roku na aeroklubowym lotnisku rozegrano XII Mistrzostwa Polski w Akrobacji Samolotowej, a w 1978 r. Mistrzostwa Państw Socjalistycznych w Akrobacji Samolotowej. Aeroklub Radomski 14-krotnie organizował Mistrzostwa Polski w Akrobacji Samolotowej i Szybowcowej seniorów i juniorów.
Po zmianach organizacyjnych, jakie miały miejsce po 1989 r., Aeroklub Radomski wszedł w skład Okręgu nr 2 Aeroklubu Polskiego (razem z Aeroklubem Lubelskim, Aeroklubem Orląt w Dęblinie, Aeroklubem Robotniczym w Świdniku oraz Aeroklubem Ziemi Zamojskiej. W 2006 Aeroklub był współorganizatorem Mistrzostw Świata w akrobacji samolotowej. W 2008 lotnisko organizował Mistrzostwa Europy, a następnie Mistrzostwa Świata w akrobacji szybowcowej. W 2009 zorganizował Mistrzostwa Europy w Akrobacji Samolotowej w klasie Advanced.

## Sekcje specjalistyczne
- szybowcowa,
- samolotowa,
- spadochronowa,
- motolotniowa,
- modelarska.

## Osiągnięcia sportowe
- 1961 – Lech Jaworski zwyciężył w szybowcowych VII Zawodach Całorocznych "Skrzydlatej Polski" o Memoriał Ryszarda Bitnera[5],
- 1963 – Bogdan Jóźwicki zajął II miejsce w XI Zawodach Całorocznych[6],
- 1968 – Bogdan Jóźwicki zajął III miejsce w XIV Zawodach Całorocznych[6],
- 1969 – Jerzy Żyła zajął III miejsce w VI Spadochronowych Mistrzostwach Polski Juniorów[7],
- 1969 – Zbigniew Czubiński zajął II miejsce w Ogólnopolskich Zawodach Spadochronowych w skokach do wody[8],
- 1969 – grupa 3 skoczków spadochronowych ustanowiła rekord kraju w celności lądowania po skoku z 1000 m z natychmiastowym otwarciem spadochronu[9],
- 1970 – Jerzy Żyła zajął I miejsce w VII Spadochronowych Mistrzostwach Polski Juniorów[7],
- 1972 – załoga Stanisław Marliński i Hanna Kramarczuk zwyciężyła w X Rajdzie Samolotowym Dziennikarzy i Pilotów[10],
- 1972 – Bogdan Jóźwicki zajął II miejsce w XVIII Zawodach Całorocznych[6],
- 1973 – załoga Stanisław Marliński i Bogdan Kazanowski zajęła II miejsce w XI Rajdzie Samolotowym Dziennikarzy i Pilotów[10],
- 1978 – w XII Nowoczesnym Pięcioboju Spadochronowym reprezentacja Aeroklubu Radomskiego zajęła III miejsce[11],
- 1980 – Bogdan Szybalski zdobył tytuł wicemistrza Polski w akrobacji samolotowej[12],
- 1991 – Marcm Kalara zajął II miejsce w Mistrzostwach Polski modeli na uwięzi klasy F2A[13],
- 1992 – Jacek Kuba zajął III miejsce w Mistrzostwach Polski modeli halowych klasy F4B/S[14], Marcin Kalara zajął I miejsce w Mistrzostwach Polski makiet o memoriał kpt. J. Różańskiego[15].